# Cloche de l'église de Lohuec
La cloche de l'église Saint-Judoce à Lohuec, une commune du département des Côtes-d'Armor dans la région Bretagne en France, est une cloche de bronze datant de 1634. Elle a été classée monument historique au titre d'objet le 13 novembre 1942. 
Inscription : « IHS, Discret messire G. Le Géron, recteur, messire François du Parc, seigneur de Lesversaolt etc. parein et damoiselle Mathurine du Cosquer, dame de Barac'h etc. maraine 1634. G. Le Roy, fabriq. M.G. Mat, curé. ».